# 용서받지 못한 자 (1992년 영화)
《용서받지 못한 자》(영어: Unforgiven)는 클린트 이스트우드 감독의 1992년 개봉 영화이다. 클린트 이스트우드가 감독, 주연의 마지막 서부극 작품이다. 은퇴한 무법자가 운명에 휘말려 다시 무법자로 변모해가는 과정에서 과거 레오네 감독의 마카로니 웨스턴을 재해석해 보였다는 찬사를 받았다. 흥행에도 성공하여 세계적으로 1억 5,000만달러의 흥행 수익을 올렸다.

## 줄거리
1880년, 와이오밍의 빅 위스키에서 퀵 마이크라는 이름의 카우보이가 매춘부 델라일라 피츠제럴드의 작은 성기를 비웃자 칼로 얼굴을 베어 영구적으로 흉측하게 만든다. 이에 대한 벌칙으로 보안관 "리틀 빌" 대겟은 마이크와 매춘굴에서 그와 함께 있던 공범 데이비 번팅에게 수익 손실에 대한 대가로 델라일라의 고용주 스키니 듀보이스에게 조랑말 몇 마리를 넘겨주라고 명령한다. 격분한 매춘부들은 카우보이들을 죽이는 대가로 1,000달러의 현상금을 건다.
캔자스의 호지먼군에서 한 허세 가득한 젊은이가 윌 머니의 돼지 농장을 방문한다. 그는 자신을 "스코필드 키드"라고 부르며 카우보이들을 쫓는 데 도움을 찾고 있는 숙련된 현상금 사냥꾼이라고 주장한다. 한때 악명 높은 무법자이자 살인자였던 윌은 이제 두 자녀를 키우는 회개한 홀아비이다. 처음에는 도움을 거절했지만, 윌은 자신의 농장이 망해가고 자녀들의 미래가 위태로워지고 있다는 것을 깨닫는다. 그는 또 다른 은퇴한 무법자인 친구 네드 로건을 모집하고, 그들은 키드를 따라잡는데, 키드가 심각한 근시임을 알게 된다.
다시 빅 위스키로 돌아온 영국 태생의 총잡이 "잉글리시 밥"은 리틀 빌의 오랜 지인이자 라이벌인데, 현상금을 노린다. 그는 순진하게 밥의 허풍을 믿는 전기작가 W. W. 보샹과 함께 마을에 도착한다. 마을의 총기 규제법을 시행하는 리틀 빌은 부관들과 함께 밥의 무기를 빼앗고 다른 사람들이 현상금을 노리는 것을 막기 위해 그를 잔인하게 구타한다. 밥은 굴욕을 당하고 다음 날 아침 마을에서 추방되지만, 보샹은 보안관에게 매료되어 머무른다. 보안관은 보샹이 서부에 대해 가지고 있던 많은 낭만적인 생각들을 깨뜨린다. 리틀 빌은 보샹에게 총잡이에게 가장 중요한 자질은 가장 빠른 총잡이가 아니라 위급한 상황에서도 냉정을 유지하는 것이며, 항상 최고의 사수를 먼저 죽이는 것이라고 설명한다.
윌, 네드, 키드는 폭우 속에서 마을에 도착하여 스키니의 술집으로 들어간다. 네드와 키드가 위층에서 매춘부들을 만나는 동안 리틀 빌은 열에 시달리는 윌과 마주친다. 윌의 정체를 알지 못했지만 현상금을 노린다는 것을 정확히 짐작한 빌은 그의 권총을 압수하고 그를 구타한다. 네드와 키드는 뒷창문을 통해 탈출하여 마을 밖의 비어있는 헛간으로 윌을 데려가서 그들과 매춘부들이 그를 간호하여 건강을 회복시킨다. 며칠 후, 세 사람은 데이비를 매복한다. 데이비를 놓치고 그의 말을 쏜 후, 네드가 주춤거리자 윌이 대신 데이비를 쏜다. 네드는 그만두고 캔자스로 돌아가기로 결정한다.
네드는 나중에 리틀 빌에게 붙잡혀 윌과 키드의 행방을 알아내기 위해 매를 맞아 죽는다. 윌은 키드와 함께 카우보이들의 목장으로 가서 키드에게 야외 화장실에서 퀵 마이크를 매복하고 쏘라고 지시한다. 탈출한 후, 정신이 혼미해진 키드는 술에 취해 이전에 아무도 죽인 적이 없다고 고백하고 후회에 잠긴다. 한 매춘부가 보상금을 가지고 와서 네드의 운명을 알려준다. 그 소식에 충격을 받은 윌은 술을 마시기 시작하고 키드의 스코필드 리볼버를 요구한다. 키드는 더 이상 살인자가 되고 싶지 않다며 총을 건네고, 윌은 그를 캔자스로 돌려보내 보상금을 나누어 주라고 한다.
그날 밤, 윌은 스키니의 술집 밖에 전시된 네드의 시신이 담긴 관을 발견한다. 안에서 리틀 빌과 그의 부관들은 자경단을 조직하고 있다. 윌은 홀로 들어가 산탄총을 휘두르며 네드의 시신을 전시한 스키니를 죽인다. 그런 다음 그는 리틀 빌에게 총을 겨누지만 산탄총이 불발된다. 이어진 총격전에서 윌은 리볼버로 리틀 빌과 다른 자경단원 몇 명을 쏜다. 그런 다음 그는 나머지 사람들에게 나가라고 명령한다. 보샹은 잠시 머뭇거리며 윌이 어떻게 살아남았는지 묻는다. 윌은 운이었다고 대답하고 그를 쫓아낸다. 리틀 빌은 바닥에 누운 채 윌에게 다시 한 발을 쏘려고 시도하지만 실패하고, 자신의 운명을 한탄하며 윌을 저주하자 윌은 그를 쏴 죽인다. 윌은 말을 타고 마을을 떠나면서 위협을 소리친다.
마지막 자막에는 몇 년 후 윌의 장모가 그의 농장이 버려진 것을 발견했으며, 윌이 자녀들과 함께 샌프란시스코로 이사했을 가능성이 있다고 명시되어 있다. 그녀는 왜 딸이 그토록 악명 높은 무법자이자 살인자와 결혼했는지 이해할 수 없었다.

## 출연
- 클린트 이스트우드 - 윌리엄 머니
- 진 해크먼 - 리틀 빌 대거트
- 모건 프리먼 - 네드 로건
- 제임즈 울벳 (Jaimz Woolvett) - 스코필드 키드
- 리처드 해리스 - 잉글리시 밥
- 솔 루비넥 (Saul Rubinek) - 보캠프
- 프랜시스 피셔 - 스트로베리 앨리스
- 애나 러빈 (Anna Levine) - 딜라일라 피츠제럴드
- 데이비드 무치 (David Mucci) - 퀵 마이크
- 롭 캠벨 (Rob Campbell) - 다비 번팅
- 앤서니 제임스 (Anthony James) - 스키니 뒤부아
- 타라 돈 프레더릭 (Tara Dawn Frederick) - 리틀 수
- 론 화이트 (Ron White) - 클라이드 레드베터

## 한국판 성우진 (KBS, 1995년 10월 12일)
- 송두석 - 윌리엄 머니(클린트 이스트우드)
- 이완호 - 빌 대짓(진 해크먼)
- 김현직 - 네드 로건(모건 프리먼)
- 김정호 - 잉글리시 밥(리처드 해리스)
- 이선영 - 앨리스(프랜시스 피셔)
- 문영래 - 조(헨리 코프) / 이발소 주인(월터 마쉬)
- 이윤선 - 뷰챔프(사울 루비넥)
- 정경애 - 델리아(안나 레빈) / 페니(알린 르바서)
- 김익태 - 스키니(앤서니 제임스)
- 성창수 - 마이크(데이빗 머치) / 클라이드(론 화이트)
- 문관일 - 찰리(존 파이퍼 페르구슨) / 슬림(로클린 먼로)
- 이재용 - 앤디(제레미 래츠포드) / 데이비(로브 캠벨)
- 최덕희 - 써니(쉐인 메이어) / 수(타라 프레더릭)
- 김일 - 스코필드 키드(제임즈 울벳) / 패티(제퍼슨 머핀) / 내레이션
- 김은아 - 실키(베벌리 엘리어트)

## 명예
- AFI 선정 최고의 영화 100편 중 68위
- AFI 선정 최고의 웨스턴 영화 10편 중 4위

## 수상
- 베니스 영화제 공로상
- 골든 글로브 감독상
- 아카데미 작품상·감독상·남우조연상